# Ђардина Галоти
Ђардина Галоти је насеље у Италији у округу Агриђенто, региону Сицилија.
Према процени из 2011. у насељу је живело 1008 становника. Насеље се налази на надморској висини од 387 м.